# Episodi di Black Earth Rising
La prima stagione della serie televisiva Black Earth Rising, composta da 8 episodi, è stata trasmessa nel Regno Unito su BBC Two dal 10 settembre al 29 ottobre 2018.
In Italia è stata interamente distribuita su Netflix il 25 gennaio 2019.
| n° | Titolo originale          | Titolo italiano          | Prima TV Regno Unito | Pubblicazione Italia |
| -- | ------------------------- | ------------------------ | -------------------- | -------------------- |
| 1  | In Other News             | Le altre notizie         | 10 settembre 2018    | 25 gennaio 2019      |
| 2  | Looking at the Past       | Guardando il passato     | 17 settembre 2018    | 25 gennaio 2019      |
| 3  | A Ghost in Name           | Un nome fantasma         | 24 settembre 2018    | 25 gennaio 2019      |
| 4  | A Bowl of Cornflakes      | Una ciotola di cereali   | 1º ottobre 2018      | 25 gennaio 2019      |
| 5  | The Eyes of the Devil     | Gli occhi del diavolo    | 8 ottobre 2018       | 25 gennaio 2019      |
| 6  | The Game's True Nature    | La vera natura del gioco | 15 ottobre 2018      | 25 gennaio 2019      |
| 7  | Double Bogey on the Ninth | Doppio bogey alla nona   | 22 ottobre 2018      | 25 gennaio 2019      |
| 8  | The Forgiving Earth       | La terra del perdono     | 29 ottobre 2018      | 25 gennaio 2019      |